# Flughafen Touquet-Côte d’Opale

i7
i11
i13
Die Aéroport de Touquet-Côte d’Opale Elizabeth II ist ein Flughafen in Frankreich. Der Flughafen liegt in der Region Hauts-de-France im Département Pas-de-Calais südöstlich des Zentrums von Le Touquet-Paris-Plage. Der Flughafen dient heute im Wesentlichen der Allgemeinen Luftfahrt.

## Geschichte
Ab dem Jahr 1922 nutzten zunächst insbesondere britische Flugzeuge das Aérodrome Berck-Merlimont, von dem die Flieger mittels eines Shuttles in die Casinos von Le Touquet gefahren wurden. Das florierende Flugaufkommen führte Mitte der 1930er Jahre zum Bau des Flugplatzes Le Touquet, der am 3. Juli 1936, zunächst nur mit einer Graspiste ausgestattet, mit einem großen Flugtag eröffnet wurde.
Während des Zweiten Weltkriegs diente das Areal als Militärflugplatz, zunächst im April der britischen Royal Air Force. Der Flugplatz war bis zum Rückzug der britischen Streitkräfte über den Ärmelkanal Basis von Hurricane Mk.I der 87. und der A-Flight der 615. Squadron. Viele der abgestellten britischen Jäger wurden gleich zu Beginn des deutschen Westfeldzuges durch deutsche Bombenangriffe am Boden zerstört.
Nach Eroberung der Gegend durch die deutsche Wehrmacht wurde der Platz gegen Ende des Feldzugs Anfang Juni für wenige Tage Stützpunkt von Stab, I. und II. Gruppe des Jagdgeschwaders 26 (Stab, I. und II./JG 26) der Deutschen Luftwaffe gefolgt für knapp zwei Wochen vom Stab des Jagdgeschwaders 52 (Stab/JG 52), die alle mit der Bf 109E ausgerüstet war.
Nach dem Waffenstillstand von 1940 blieb Le Touquet/Étaples eine Jägerbasis, in der letzten Juniwoche zunächst des Stabs des Jagdgeschwaders 51 (Stab/JG 51) und dann für die sich anschließende Luftschlacht um England des Jagdgeschwaders 53 (JG 53), dessen Stab hier zwischen Ende August und Ende Dezember 1940 lag. Hinzu kam über den gesamten Zeitraum die III. Gruppe (III./JG 53) und in der zweiten Septemberhälfte zusätzlich auch noch die I. (I./JG 53). Im Hôtel du Golf hatte sich auch noch der Jagdfliegerführer 2 (Jafü 2) einquartiert, er blieb dort bis Ende 1942. Im September war der Flugplatz auch noch Stützpunkt der Kurierstaffel 110.
Im folgenden Frühjahr, von Anfang Februar bis Mitte April 1941 war hier Le Touquet Basis der IV. Gruppe des Jagdgeschwaders 51 (IV./JG 51), die inzwischen mit der Bf 109F ausgerüstet war. Ende 1942 wurde die Nutzung durch die Luftwaffe de facto eingestellt, es verblieb lediglich noch ein kleines Stützpunktkommando. Anfang 1944 wurde im Hinblick auf eine im Pas-de-Calais erwartete alliierte Invasion, die Sprengung der Betonpiste vorbereitet, um eine spätere Nutzung durch die Alliierten zu erschweren.
Nach dem Krieg wurde der Flugplatz wieder zivil genutzt. 
Zwischen 1948 und 1958 stand er auch im Flugplan von Silver City Airways, die ihn mit Bristol 170-Frachtern zum Autotransport von Lydd aus anflogen. Täglich wurden bis zu 30 Flüge abgewickelt, bei denen jeweils maximal drei Autos und zwölf Passagiere transportiert werden konnten. Später übernahm die französische Air Transport die Verbindung. Insgesamt wurden 125.000 Flüge mit 759.000 Passagieren durchgeführt.
Eine zweite Piste entstand 1953 und das ursprüngliche Terminal wurde 1955 erweitert. Ein zweites Terminal entstand 1959 und die Piste 14/22 wurde zwischen 1957 und 1966 viermal auf zuletzt 2 km verlängert.
Im Jahr 1965 kam mit der Caravelle erstmals ein Düsen-Verkehrsflugzeug in Le Touquet zum Einsatz.
Eine Neuauflage einer Passagierverbindung vom Flughafen Lydd in den 1990er Jahren rentierte sich nicht und wurde wieder eingestellt. Zuletzt existierten Verbindungen der LyddAir mit kleinem Gerät an Wochenenden, die insbesondere von Golfspielern getragen wurde, ein Dienst, der im Dezember 2018 endete.
Die kleinere der beiden Pisten wurde 2004 geschlossen.

## Heutige Nutzung
Der Flugplatz wird in erster Linie von Lufttaxis und Sportflugzeugen sowie Flugschulen genutzt. Während der Saison werden gelegentlich gecharterte Airbus- oder Boeing-Maschinen eingesetzt.

## Zwischenfälle
- Am 4. November 1958 streifte eine Bristol 170 Mk.21 der Compagnie Air Transport (Luftfahrzeugkennzeichen F-BHVB) im Anflug auf den Flughafen Le Touquet ein Hindernis. Die entstandene Beschädigung führte dazu, dass beim Aufsetzen das Fahrwerk zusammenbrach und das Flugzeug zum Totalverlust wurde. Es gab keine Personenschäden.[2][3]

- Am 11. Juli 1969 wurde eine am Flughafen Touquet geparkte Bristol 170 Mk.32 der Compagnie Air Transport (F-BLHH) durch einen Flughafenbagger gerammt und derart beschädigt, dass die Maschine abgeschrieben werden musste. Personen kamen nicht zu Schaden.[4][5]

- Am 18. März 1971 brach an einer aus Southend kommenden Aviation Traders ATL-98 Carvair der British Air Ferries (BAF) (G-APNH) bei einer Seitenwindlandung auf dem Flughafen Le Touquet das Bugfahrwerk zusammen. Alle 18 Insassen überlebten den Unfall. Eine Reparatur der Maschine wäre jedoch unwirtschaftlich gewesen.[6]